# (Ghost) Riders in the Sky: A Cowboy Legend
«Ghost Riders in the Sky: A Cowboy Legend» es una canción country escrita el 5 de junio de 1948 por el músico Stan Jones y se han realizado múltiples versiones desde 1949.
La canción habla de un vaquero que tiene una visión de un rebaño de vacas con ojos rojos cruzando a galope el cielo, a las que los fantasmas de vaqueros malditos van arreando. En un momento dado, uno de ellos le avisa de que si no cambia su actitud, terminará persiguiendo para siempre las ganaderías del diablo a lo largo y ancho del cielo infinito. La historia de la canción tiene un parecido muy marcado con el mito de la Cacería salvaje de la mitología nórdica.
Más de cincuenta artistas han grabado versiones de este clásico. Las más conocidas son:
- Vaughn Monroe (con orquesta y cuarteto vocal). Esta versión es la utilizada en la película Benediction para ilustrar las escenas en las que se evoca los enfrentamientos en el campo de batalla, estableciendo un paralelismo entre la estampida de un rebaño de vacas descontrolado y los avances, igualmente descontrolados, de los soldados que morían en los avances caóticos del frente de batalla (minuto: 9:07 á 11:20).
- Burl Ives en 1949.
- The Brothers Four en los 50'.
- Bing Crosby con los Ken Darby Singers).
- Frankie Laine.
- Marty Robbins.
- Johnny Cash
- Tom Jones.
- Otros: Raphael, e incluso Milton Nascimento, También ha sido grabada por los grupos Pekenikes, en 1961. Los Baby's o el tenor Pedro Vargas. También hay una versión del grupo de rock sureño Outlaws (banda) del año 1980.

El tenor dramático italiano Mario del Monaco cantó esta canción en italiano (Il cavalier del ciel) a principios de la década de 1970'. También fue interpretada en 1970 por Tom Jones y Raphael en el Show de TV "This is Tom Jones", cantada tanto en español como en inglés. Existen versiones más recientes como las.de Peggy Lee (con los Jud Conlon Singers) y Spike Jones and his City Slickers. Gene Autry cantaba esta canción en su película de 1948 Riders in the Sky. Según Robby Krieger, la canción inspiró el clásico de The Doors Riders on the Storm y la historieta de Marvel Comics Ghost Rider. En 1979 fue grabada la versión de The Shadows. Está en el LP "String Of Hits" con el N.º 1 del lado A.
También formó parte de una película/musical llamado Blues Brothers 2000, que fue filmada y estrenada en el año 1998. El grupo de death metal melódico finlandés Children of Bodom también tiene una versión de esta canción en su disco Bloodrunk. Aparece en los créditos de Ghost Rider de Marvel Studios interpretada por Spiderbait. En la interpretación de Los Baby's, el guitarrista Carlos Ávila Aranda hace una técnica especial con la guitarra y la hace sonar imitando el trote de los caballos y su relinchar.
En 2015 fue utilizada durante el tráiler de presentación de Mass Effect Andrómeda en la presentación del E3 de Microsoft.